# Columbo: Die letzte Party
Die letzte Party (Originaltitel: Columbo Likes the Nightlife) ist eine erstmals im Rahmen der ABC-Thursday-Night-at-the-Movies-Serie gesendete Episode der Kriminalfilm-Reihe Columbo aus dem Jahr 2003. Die deutschsprachige Erstausstrahlung der 14. Folge der zehnten Staffel folgte 2004 im ORF, die Premiere auf RTL schloss sich eine Woche später an. Der britische Schauspieler Matthew Rhys und die US-amerikanische Schauspielerin Jennifer Sky verkörpern als Clubbesitzer Justin Price und Freundin Vanessa Farrow die Gegenspieler von Inspektor Columbo, dargestellt von Peter Falk.
Mit dieser Folge endete die Fernsehreihe nach insgesamt 69 Episoden.

## Handlung
Der Rave-Veranstalter Justin Price steht kurz davor, einen exklusiven Nachtclub zu eröffnen. Sein Geschäftspartner Tony Galper hat eine großzügige Beteiligung an der Finanzierung des kostspieligen Projektes zugesichert. Bei einem Streit mit seiner geschiedenen Frau Vanessa Farrow in deren Haus stürzt Galper auf einen Glastisch und kommt dabei ums Leben. Hilfe suchend, wendet sie sich an ihren Liebhaber Price. Beide beschließen, das Unglück zunächst zu verbergen, da Galpers Anteil am Unternehmen erst in 36 Stunden überwiesen wird. Nach dem Eingang der Zahlung präpariert Price das Hotelzimmer des Toten, um den Eindruck zu erwecken, Galper hätte zwei Tage später ausgecheckt. Abends meldet sich ein anonymer Anrufer bei Farrow und behauptet, Kenntnis vom Unfall und der verschwundenen Leiche zu haben. Zur Untermauerung seiner Forderungen schickt er Price eine E-Mail mit belastenden Fotos aus Farrows Villa. Daraufhin arrangiert Price eine Verabredung mit dem Erpresser, der sich als Boulevardfotograf Linwood Coben entpuppt, und 250.000 US-Dollar für die Herausgabe der Fotos verlangt. In der Absicht, ihn zum Schweigen zu bringen, sucht Price den Mitwisser in dessen Wohnung auf und erwürgt ihn. Er nimmt die Filmnegative an sich und täuscht mithilfe eines am Computer verfassten Abschiedsbriefes einen Suizid vor. Doch das Opfer kommt überraschend zu sich. Am Ende des erneuten Kampfes fällt Coben aus dem offenen Fenster und reißt dabei den Heizkörper aus der Verankerung. Derweil ereignet sich in der Diskothek ein medizinischer Notfall, zu dem Price als Besitzer dringend erwartet wird. Mit Verspätung eilt er zum Veranstaltungsort.
Am Tatort fallen Inspektor Columbo einige Details auf, die gegen die vordergründige Selbstmordtheorie sprechen. So hat das Opfer unmittelbar vor der vermeintlichen Verzweiflungstat Mundwasser benutzt und seine Zehennägel gekürzt. Außerdem fehlen Fingerabdrücke auf zwei häufig angeschlagenen Knöpfen der Computertastatur, was auf die Verwendung von Handschuhen durch eine zweite Person schließen lässt. Ein fehlendes Kalenderblatt mit einer Eintragung zum Treffpunkt in durchgedrückter Schrift führt Columbo direkt zu Price. Dieser berichtet von Cobens Spielsucht und einem misslungenen Suizidversuch. Coben sei als Skandalreporter berüchtigt gewesen und habe im Gegenzug für die Nichtveröffentlichung unvorteilhafter privater Aufnahmen Geld von Prominenten angenommen. Bei einer nachfolgenden Unterhaltung konfrontiert der Inspektor Price mit der Vermutung, der Journalist sei ermordet worden. Auf den Zwischenfall in der Diskothek angesprochen, erwidert Price, er habe von Cobens zweifelhaften Methoden ebenfalls profitiert und somit kein Motiv. Darüber hinaus hätten die Batterien seines Funkmeldeempfängers nicht mehr funktioniert. Kurz darauf hinterlässt lässt der Nachbar von Farrow, Sean Jarvis, auf Cobens Anrufbeantworter eine Nachricht mit der nachdrücklichen Bitte, ihm das versprochene Honorar zu zahlen. Columbo findet heraus, dass Coben unlängst von Jarvis’ Garten aus Fotos vom angrenzenden Grundstück gemacht hat. Im Anschluss befragt er die zunehmend nervöse Farrow zu den Ereignissen und bemerkt nebenbei den ersetzten Couchtisch im Wohnzimmer.
Bei der Durchsicht der Akten in Cobens Wohnung stellt der Inspektor fest, dass die auf den Tag des Besuches bei Jarvis datierte Mappe keine Fotos enthält. Auf dem Polizeirevier erfährt er zufällig von Tony Galper, der seit einigen Tagen verschwunden ist und dessen Namen er zuvor in Farrows Scheidungsdokument gelesen hat, das sich ebenfalls unter den von Coben archivierten Unterlagen befand. Unterdessen sorgen sich Price und Farrow um den Fortschritt der Ermittlungen und vereinbaren, weitere Zusammenkünfte zu vermeiden, damit Columbo keine Verbindung zwischen beiden Fällen herstellen kann. Nachforschungen zu Galpers Herkunft führen in das Umfeld der New Yorker Mafia. Als Sohn eines dort ansässigen Paten wurde er von einem Mitglied der Familie als vermisst gemeldet. Auch am angeblichen Abreisetag habe ihn niemand im Hotel gesehen. Zusätzliche Informationen über Galpers jüngste geschäftliche Aktivitäten erhält der Inspektor von einem zwielichtigen Mafia-Kurier namens Freddie. Mit dem neu erworbenen Wissen setzt er Farrow unter Druck und bezeichnet sie und ihren Partner als Hauptverdächtige. Am Abend der Neueröffnung des Clubs fährt Farrow entgegen der Absprache zu Price, um mit ihm über die beunruhigenden Entwicklungen zu sprechen. Noch während der Diskussion erscheint Columbo mit einem Durchsuchungsbeschluss und unterbricht die Feier. Im Boden der Tanzfläche eingelassen, befinden sich mehrere Aquarien mit Kois. Bei einer früheren Begehung hatte der Inspektor bereits festgestellt, dass eines der gläsernen Becken weniger Fische aufnehmen kann als die anderen, weil es eine geringere Tiefe besitzt. Mit einem tragbaren Bodenradargerät machen Experten der Polizei schließlich Galpers verborgene Leiche sichtbar. Price und Farrow werden verhaftet.

## Hintergrund
Zu der im Club gespielten Musik gehören die beiden Stücke Wild, Sweet and Cool und Roll It Up aus dem 2001 veröffentlichten Album Tweekend des elektronischen Tanzmusikprojektes The Crystal Method. Das Gründungsmitglied Ken Jordan wird auch als Filmkomponist aufgeführt und verließ das Künstlerduo im Jahr 2016.
Peter Falk erklärte sich bereit, eine weitere 70. Episode zu drehen. 2007 lag dem Produktionsunternehmen Universal Television das Skript zu Columbo’s Last Case (deutsch: Columbos letzter Fall) vor, das zunächst unter dem Arbeitstitel Hear No Evil angekündigt wurde. Die für Februar 2008 geplante Ausstrahlung wäre auf den 40. Jahrestag der Veröffentlichung des Pilotfilmes Mord nach Rezept gefallen. Doch weder das Network ABC, bei dem die Fernsehreihe seit dem Beginn der achten Staffel im Jahr 1989 lief, noch die für die ersten Staffeln verantwortliche Senderkette NBC wollten mit der Umsetzung des Drehbuches ein Risiko eingehen. Charles Engel, Executive Vice President bei NBCUniversal, beschrieb das Problem folgendermaßen: “It took a long time and a lot of hard work to come up with a script that Peter would approve. It’s a darn good script with a really clever twist ending, but ABC opted not to go forward. We can’t find a network to do it. We’re anxious to proceed, but Peter is going to be 80 and nobody seems to want a leading man who is 80. […] The networks say, ‘He’s 80 and we want to appeal to young viewers.’ We understand it’s a demographic business and that the young demographics rule the world. The fallacy is thinking that Columbo doesn’t appeal to young people. He appeals to all ages.” (deutsch: „Es hat lange gedauert und viel harte Arbeit gekostet, ein Drehbuch zu entwickeln, das Peter akzeptieren würde. Es ist ein verdammt gutes Drehbuch mit einer wirklich cleveren Wendung am Ende, aber ABC hat sich entschieden, nicht weiterzumachen. Wir können keinen Sender dafür finden. Wir wollen unbedingt weitermachen, aber Peter wird 80 und niemand scheint einen Hauptdarsteller zu wollen, der 80 ist. […] Die Sender sagen: »Er ist 80 und wir wollen junge Zuschauer ansprechen.« Wir verstehen, dass es sich um ein demografisches Geschäft handelt und dass die junge Bevölkerungsgruppe die Welt regiert. Der Trugschluss besteht darin, zu glauben, dass Columbo junge Leute nicht anspricht. Er spricht alle Altersgruppen an.“) Spätere Überlegungen, die Verfilmung durch Kooperation mit ausländischen Partnern zu finanzieren, wurden aufgrund Falks fortschreitender Alzheimer-Erkrankung nicht weiterverfolgt.

## Besetzung und Synchronisation
Die deutschsprachige Synchronfassung entstand bei der Neue Tonfilm München.
| Figur                   | Darsteller            | Deutscher Sprecher   |
| ----------------------- | --------------------- | -------------------- |
| Lieutenant Columbo      | Peter Falk            | Horst Sachtleben     |
| Gaststars               |                       |                      |
| Justin Price            | Matthew Rhys          | Pascal Breuer        |
| Vanessa Farrow          | Jennifer Sky          | Anna Carlsson        |
| Linwood Coben           | Douglas Roberts       | Michael Schernthaner |
| Tony Galper             | Carmine Giovinazzo    | Christian Weygand    |
| Officer Hawkins         | Julius Carry          | Ekkehardt Belle      |
| Freddie                 | Steve Schirripa       | Walter von Hauff     |
| Sean Jarvis             | John Finnegan         | Horst Raspe          |
| Herausgeberin           | Valerie Landsburg     | Dagmar Dempe         |
| Weitere Darsteller      |                       |                      |
| Julius                  | Jorge Garcia          |                      |
| Officer Rogers          | Patrick Cupo          | Manfred Trilling     |
| Mädchen mit Feder-Boa   | Eve Kagan             | Tatjana Pokorny      |
| Spurensicherer          | Jamison Yang          | Niko Macoulis        |
| Zimmermädchen           | Karen Maruyama        | Michele Sterr        |
| Sanitäter               | Ariel Llinas          |                      |
| Polizistin              | Iris Bahr             |                      |
| Angestellte             | Audrey Wasilewski     |                      |
| Hotel Assistant Manager | Katie O’Rourke        | Tatjana Pokorny      |
| Paketbote               | Brian Patrick Farrell |                      |

## Rezeption
Die Fernsehzeitschrift TV Spielfilm vergab eine positive Wertung (Daumen hoch): „Columbo ist immer wieder ein Fest! Mr. Price […] beschert uns damit eine sehr clever konstruierte Krimi-Party.“
Das Lexikon des internationalen Films befand: „Konventionelle Serienkost nach bekanntem Schema.“
Der Autor Michael Striss wertete mit einem von vier Sternen (mangelhaft). Er kritisierte die für die Fernsehreihe unkonventionelle Vorgehensweise, den Zuschauer zu Beginn im Ungewissen zu lassen, und die blassen Darsteller: „»Schön dichtmachen, da kommen Fische rein!«, ruft Tony Galper in der Anfangsszene und deutet auf jenes Aquarium; nicht ahnend, dass er selbst es sein wird, der hier bald – stumm wie ein Fisch – zur Ruhe gebettet wird. Dem Zuschauer erschließt sich dieser Umstand allerdings erst zum Schluss, was für einen »Columbo« untypisch und stets auch schädlich ist. Niemand weiß zunächst, was aus der ersten Leiche wurde. Dies ist nicht der einzige Minuspunkt. Einmal mehr wirken die jungen Hauptdarsteller farblos und zeichnen sich durch Inkompetenz und Planlosigkeit aus. Von der Ideenarmut des Drehbuchs zeugt die Szene, in der Columbo erstmals auf den Mörder trifft. Dieser sieht den Ankömmling in seinem Club durch einen Spiegel. Erhielt Columbo an dieser Stelle früher einen herrlich unfreundlichen Empfang mit einer Bemerkung wie »Wir kaufen nichts« o. ä., so wird er nun von Price herzlich empfangen, da er sich zuvor telefonisch angemeldet hat. Wie langweilig!“
Der Autor Uwe Killing urteilte über die letzten Folgen der Reihe: „Die fünf allenfalls soliden Episoden, die in größeren Abständen noch bis Ende der neunziger Jahre produziert wurden – plus zwei letzte »Nachschläge« im Jahr 2001 und 2003 –, fügten dem Mythos zwar keinen Schaden zu, wären aber auch nicht unbedingt nötig gewesen. […] Außerdem war inzwischen ein ganz anderer Polizeityp gefragt. Seit dem Jahr 2000 lief mit wachsendem Erfolg die Serie CSI: Den Tätern auf der Spur. Mysteriöse Verbrechen wurden nun von Forensikern in modischen Anzügen und sexy Chemie-Laborantinnen aufgeklärt.“